# Saltella orientalis
Saltella orientalis är en tvåvingeart som först beskrevs av Friedrich Georg Hendel 1934.  Saltella orientalis ingår i släktet Saltella och familjen svängflugor. Inga underarter finns listade i Catalogue of Life.